# Francouzská bagdeta
Francouzská bagdeta je plemeno holuba domácího, které představuje vývojově původní typ dlouhokrkých bradavičnatých holubů. V některých ohledech se podobá kariérovi. Plemeno se podílelo též na vzniku moravské a ostravské bagdety.
Je to pták charakteristický velmi dlouhým, tenkým a mírně zvlněným krkem, který úzce vystupuje z ramen a má výrazný ohryzek. Hlava je úzká, dlouhá a klínovitá a plynule přechází v dlouhý, silný a zašpičatělý zobák světlé barvy. Hlava i zobák jsou neseny vodorovně, ozobí je jen nepatrně zvětšené. Oči jsou velké, perlové, jen u bílého barevného rázu vikvové.
Postava ptáka je útlá, hruď francouzská bagdety je široká a vystupuje směrem vpřed, ohbí křídel odstává od těla, hřbet je mírně skloněný vzad a je otevřený, není kryt křídly. Nohy jsou vysoké, nepodkleslé, běháky a prsty nejsou opeřené.
Opeření je krátké a pevné. Chová se v barvě bílé, která je nejčastější, dále v rázu černém, červeném, žlutém, modrém a stříbřitém bezpruhém, pruhovém a kapratém a jako straky těchto barev.